# Kabinet-Disraeli II
Het kabinet-Disraeli II was de uitvoerende macht van de Britse overheid van 20 februari 1874 tot 23 april 1880. Het kabinet werd gevormd door de Conservative Party. Met een zittingsduur van 2254 dagen is het het langstzittende Britse kabinet van de 19e eeuw.
| Ambtsbekleder                  | Ambtsbekleder            | Ambtsbekleder                                           | Functie                               | Ambtstermijn     | Ambtstermijn     | Partij             |
| ------------------------------ | ------------------------ | ------------------------------------------------------- | ------------------------------------- | ---------------- | ---------------- | ------------------ |
|                                | Benjamin Disraeli        | Graaf van Beaconsfield Benjamin Disraeli (1804–1881)    | Premier                               | 20 februari 1874 | 23 april 1880    | Conservative Party |
| Leader of the House of Commons | Benjamin Disraeli        | Graaf van Beaconsfield Benjamin Disraeli (1804–1881)    | 22 augustus 1876                      | 20 februari 1874 |                  | Conservative Party |
| Leader of the House of Lords   | Benjamin Disraeli        | Graaf van Beaconsfield Benjamin Disraeli (1804–1881)    | 22 augustus 1876                      | 23 april 1880    |                  | Conservative Party |
|                                | Stafford Northcote       | Sir Stafford Northcote (1818–1887)                      | Minister van Financiën                | 20 februari 1874 | 23 april 1880    | Conservative Party |
| Leader of the House of Commons | Stafford Northcote       | Sir Stafford Northcote (1818–1887)                      | 22 augustus 1876                      |                  | 23 april 1880    | Conservative Party |
|                                | Edward Stanley           | Graaf van Derby Edward Stanley (1823–1893)              | Minister van Buitenlandse Zaken       | 20 februari 1874 | 2 april 1878     | Conservative Party |
|                                | Robert Gascoyne-Cecil    | Markies van Salisbury Robert Gascoyne-Cecil (1830–1903) | Minister van Buitenlandse Zaken       | 2 april 1878     | 23 april 1880    | Conservative Party |
|                                | Richard Cross            | Richard Cross (1823–1914)                               | Minister van Binnenlandse Zaken       | 20 februari 1874 | 23 april 1880    | Conservative Party |
|                                | Charles Gordon-Lennox    | Hertog van Richmond Charles Gordon-Lennox (1818–1903)   | Lord President of the Council         | 20 februari 1874 | 23 april 1880    | Conservative Party |
| Leader of the House of Lords   | Charles Gordon-Lennox    | Hertog van Richmond Charles Gordon-Lennox (1818–1903)   | 22 augustus 1876                      | 20 februari 1874 |                  | Conservative Party |
|                                | James Harris             | Graaf van Malmesbury James Harris (1807–1889)           | Lord Privy Seal                       | 20 februari 1874 | 22 augustus 1876 | Conservative Party |
|                                | Benjamin Disraeli        | Graaf van Beaconsfield Benjamin Disraeli (1804–1881)    | Lord Privy Seal                       | 22 augustus 1876 | 4 februari 1878  | Conservative Party |
|                                | Algernon Percy           | Hertog van Northumberland Algernon Percy (1810–1899)    | Lord Privy Seal                       | 4 februari 1878  | 23 april 1880    | Conservative Party |
|                                | Hugh Cairns              | Graaf Cairns Hugh Cairns (1819–1885)                    | Lord Chancellor                       | 20 februari 1874 | 23 april 1880    | Conservative Party |
|                                | Gathorne Gathorne-Hardy  | Burggraaf Cranbrook Gathorne Gathorne-Hardy (1814–1906) | Minister voor Oorlog                  | 20 februari 1874 | 2 april 1878     | Conservative Party |
|                                | Frederick Arthur Stanley | Sir Frederick Arthur Stanley (1841–1908)                | Minister voor Oorlog                  | 2 april 1878     | 23 april 1880    | Conservative Party |
|                                | George Ward Hunt         | George Ward Hunt (1825–1877)                            | Minister voor de Marine               | 20 februari 1874 | 29 juli 1877     | Conservative Party |
|                                |                          |                                                         | Minister voor de Marine               | Vacant           |                  |                    |
|                                | William Henry Smith      | William Henry Smith (1825–1891)                         | Minister voor de Marine               | 1 augustus 1877  | 23 april 1880    | Conservative Party |
|                                | Charles Adderley         | Sir Charles Adderley (1814–1905)                        | Minister van Handel                   | 20 februari 1874 | 2 april 1878     | Conservative Party |
|                                | Dudley Ryder             | Burggraaf Sandon Dudley Ryder (1831–1900)               | Minister van Handel                   | 2 april 1878     | 23 april 1880    | Conservative Party |
|                                | Henry Herbert            | Graaf van Carnarvon Henry Herbert (1831–1890)           | Minister voor Koloniale Zaken         | 20 februari 1874 | 4 februari 1878  | Conservative Party |
|                                | Michael Hicks Beach      | Sir Michael Hicks Beach (1837–1916)                     | Minister voor Koloniale Zaken         | 4 februari 1878  | 23 april 1880    | Conservative Party |
|                                | Robert Gascoyne-Cecil    | Markies van Salisbury Robert Gascoyne-Cecil (1830–1903) | Minister voor Brits-Indië             | 20 februari 1874 | 2 april 1878     | Conservative Party |
|                                | Gathorne Gathorne-Hardy  | Burggraaf Cranbrook Gathorne Gathorne-Hardy (1814–1906) | Minister voor Brits-Indië             | 2 april 1878     | 23 april 1880    | Conservative Party |
|                                | Thomas Edward Taylor     | Thomas Edward Taylor (1811–1883)                        | Kanselier van het Hertogdom Lancaster | 20 februari 1874 | 23 april 1880    | Conservative Party |
|                                | Michael Hicks Beach      | Sir Michael Hicks Beach (1837–1916)                     | Minister voor Ierland                 | 20 februari 1874 | 4 februari 1878  | Conservative Party |
|                                | James Lowther            | James Lowther (1840–1904)                               | Minister voor Ierland                 | 4 februari 1878  | 23 april 1880    | Conservative Party |
|                                | John Manners             | Heer John Manners (1818–1906)                           | Minister voor Posterijen              | 20 februari 1874 | 23 april 1880    | Conservative Party |

Russell I ·
Smith-Stanley I ·
Hamilton-Gordon ·
Temple I ·
Smith-Stanley II ·
Temple II ·
Russell II ·
Smith-Stanley III ·
Disraeli I ·
Gladstone I ·
Disraeli II ·
Gladstone II ·
Gascoyne-Cecil I ·
Gladstone III ·
Gascoyne-Cecil II ·
Gladstone IV ·
Primrose ·
Gascoyne-Cecil III ·
Gascoyne-Cecil IV ·
Balfour ·
Campbell-Bannerman ·
Asquith I ·
Asquith II ·
Asquith III ·
Asquith IV ·
Lloyd George I ·
Lloyd George II ·
Law ·
Baldwin I ·
MacDonald I ·
Baldwin II ·
MacDonald II ·
MacDonald III ·
MacDonald IV ·
Baldwin III ·
Chamberlain I ·
Chamberlain II ·
Churchill I ·
Churchill II ·
Attlee I ·
Attlee II ·
Churchill III ·
Eden ·
Macmillan I ·
Macmillan II ·
Douglas-Home ·
Wilson I ·
Wilson II ·
Heath ·
Wilson III ·
Callaghan ·
Thatcher I ·
Thatcher II ·
Thatcher III ·
Major I ·
Major II ·
Blair I ·
Blair II ·
Blair III ·
Brown ·
Cameron I ·
Cameron II ·
May I ·
May II ·
Johnson I ·
Johnson II ·
Truss ·
Sunak ·
Starmer